# Oscillazione del neutrino
L'oscillazione del neutrino è un fenomeno quantistico in cui un neutrino di un certo sapore ha una certa probabilità di assumere un sapore diverso mentre si propaga nello spazio. Il neutrino è un leptone e può avere tre sapori: elettronico, muonico e tauonico, secondo le altre tre particelle leptoniche.
Prevista per la prima volta da Bruno Pontecorvo nel 1957 come oscillazione neutrino-antineutrino, e successivamente in termini di oscillazioni di sapore da Maki, Nakagawa e Sakata, l'oscillazione dei neutrini è stata oggetto di un'intensa campagna di ricerche a partire dagli anni '70. L'oscillazione spiega tra le altre cose il cosiddetto problema dei neutrini solari, avviato negli anni '70 dall'esperimento Homestake.
L'oscillazione dei neutrini è di grande interesse teorico e sperimentale, poiché le misure del processo possono far luce su diverse proprietà del neutrino. In particolare, implica che il neutrino abbia massa non nulla, il che richiede l'introduzione di nuove particelle nel modello standard della fisica delle particelle. Può inoltre fornire indicazioni sul problema dell'asimmetria materia-antimateria.
La scoperta delle oscillazioni, avvenuta da parte dell'osservatorio Super-Kamiokande e del Sudbury Neutrino Observatory (SNO), è stata riconosciuta con il Premio Nobel per la fisica nel 2015. Gli esperimenti Super-Kamiokande, Kamland, SNO, Daya Bay e T2K sono inoltre stati premiati con il Breakthrough Prize del 2016.

## Ricerche sperimentali

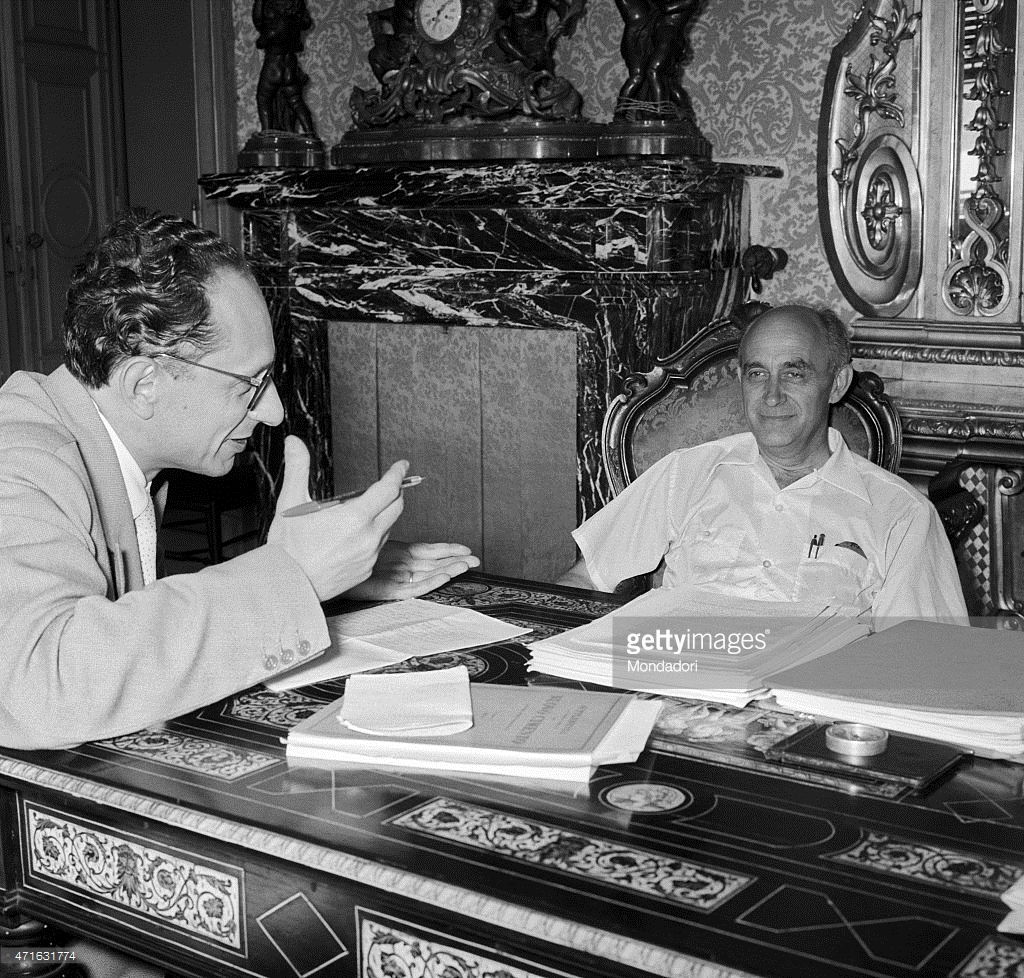
Bruno Pontecorvo ed Enrico Fermi negli anni '50

Seguiremo lo sviluppo sperimentale delle ricerche di oscillazioni dei neutrini dalla loro scoperta ai giorni nostri. Ci occuperemo solo di oscillazioni a tre neutrini (le generazioni di neutrini del modello standard sono esattamente tre, come è stato misurato al Large Electron-Positron Collider del CERN), le ricerche di neutrini sterili sono descritte altrove.
La formula di oscillazione a due neutrini nel vuoto, che quantifica la probabilità che un neutrino di sapore {\displaystyle \alpha } si trasformi in un neutrino di sapore {\displaystyle \beta } diverso da {\displaystyle \alpha }:
{\displaystyle P(\nu _{\alpha }\rightarrow \nu _{\beta },\alpha \neq \beta )=\sin ^{2}(2\theta _{ij})\sin {\left(1,27{\frac {\Delta m_{ij}^{2}[eV^{2}]L[km]}{E[GeV]}}\right)}}
dove i,j sono gli indici degli autostati di massa ({\displaystyle \nu _{1},\,\nu _{2},\,\nu _{3}}), {\displaystyle \theta } è un angolo di mescolamento, {\displaystyle \Delta m^{2}}è la differenza dei quadrati delle masse dei due neutrini, L la distanza su cui si misura l'oscillazione, E è l'energia dei neutrini. Corrisponde quindi alla formula di un'onda con ampiezza {\displaystyle \sin ^{2}(2\theta )} e fase {\displaystyle \left(1,27\cdot \Delta m^{2}{\frac {L}{E}}\right)}. La costante 1,27 è necessaria se si vogliono misurare {\displaystyle \Delta m^{2},\ L,\ E\ in\ eV^{2},\ km,\ GeV}rispettivamente.
Di questi parametri, {\displaystyle \Delta m^{2}}e {\displaystyle \theta } sono proprietà del neutrino, mentre {\displaystyle L} ed {\displaystyle E} sono due parametri sperimentali che dipendono dalle condizioni in cui l'oscillazione avviene. Si noti che la propagazione dell'oscillazione dipende dal rapporto {\displaystyle {L \over E}} e non da {\displaystyle L} ed {\displaystyle E} singolarmente. È molto importante sottolineare che se i neutrini fossero a massa nulla, le oscillazioni non potrebbero avvenire (il termine {\displaystyle \Delta m^{2}} sarebbe nullo, per cui la probabilità avrebbe un termine {\displaystyle \sin(0)=0}, risultando nulla). Questa formula è comunque approssimata perché i neutrini coinvolti sono tre, complicando non poco le formule di oscillazione, e le oscillazioni possono avvenire nella materia, per cui vengono modificate dagli effetti di materia (effetto Micheev-Smirnov-Wolfenstein). La spiegazione di questa formula si trova nella sezione Teoria, che comunque richiede conoscenza della meccanica quantistica, in quanto le oscillazioni di neutrini sono un fenomeno quanto-meccanico senza analogo classico.
Complessivamente le oscillazioni a tre neutrini sono caratterizzate da sei parametri:
- Tre angoli ({\displaystyle \theta _{12},\ \theta _{23}\ e\ \theta _{13}}) che governano il mescolamento fra stati di massa e sapore
- Due differenze dei quadrati delle masse ({\displaystyle \Delta m_{12}^{2}} e {\displaystyle \Delta m_{23}^{2}}, dove {\displaystyle \Delta m_{ij}^{2}=m_{i}^{2}-m_{j}^{2}})
- Una fase ({\displaystyle \delta _{CP}}) responsabile dell'asimmetria fra materia e antimateria (violazione della simmetria CP) nelle oscillazioni

I parametri di oscillazione sono registrati nel Particle Data Book, alla sezione Neutrino Mixing.

## La scoperta delle oscillazioni: neutrini atmosferici
La scoperta delle oscillazioni è avvenuta nel 1998 da parte dell'esperimento Super-Kamiokande, misurando le oscillazioni dei neutrini atmosferici. È stata premiata con il premio Nobel per la fisica 2015 a Takaaki Kajita (responsabile delle ricerche di oscillazione dei neutrini atmosferici dell'esperimento), con la motivazione «per la scoperta delle oscillazioni del neutrino che dimostrano che il neutrino ha massa». L'importanza di dimostrare che il neutrino ha massa sta nel fatto che nel modello standard delle particelle elementari non c'è modo di dare massa ai neutrini senza introdurre particelle non descritte dal modello stesso, per cui si tratta della prima dimostrazione sperimentale dell'esistenza di fisica oltre il modello standard (Beyond the Standard Model, BSM). Super-Kamiokande si trova nella miniera di Kamioka (vicino alla città di Hida, Giappone). Consiste in una struttura cilindrica di 41,4 m di altezza e 39,3 m di diametro contenente 50000 t di acqua ultrapura. Il segnale rivelato è la radiazione Čerenkov  generata dalle particelle cariche in acqua, che viene raccolta da 11 146 tubi fotomoltiplicatori di 50 cm di diametro.
I neutrini atmosferici vengono generati dai raggi cosmici che interagiscono nell'atmosfera terrestre, il loro flusso è uniforme su tutto il pianeta. Per cui per qualsiasi angolo zenitale selezionato dall'esperimento, in assenza di oscillazioni ci si aspetta un flusso uguale di neutrini che vengono dall'alto e dal basso. Questi due flussi hanno la proprietà di svilupparsi su due distanze molto diverse (l'altezza media dell'atmosfera per i neutrini dall'alto, e l'altezza media più la distanza attraversata nella Terra nell'altro). Dal confronto del flusso dai neutrini di un certo sapore (elettronico o muonico) provenienti dall'alto e quelli dal basso è possibile determinare se è avvenuta un'oscillazione, altrimenti i due flussi dovrebbero coincidere. Questo confronto permette di misurare le oscillazioni in modo quasi indipendente dalla conoscenza del flusso assoluto di neutrini, la cui stima richiede dei modelli teorici. Una seconda evidenza di oscillazione viene dal fatto che alla produzione il rapporto fra neutrini elettronici e neutrini muonici è in ottima approssimazione uguale a 1 a 2, in presenza di oscillazioni questo rapporto viene modificato, se per esempio i neutrini muonici {\displaystyle \nu _{\mu }} oscillano nei neutrini tauonici {\displaystyle \nu _{\tau }}.
Nella stessa conferenza in cui Super-Kamiokande annunciò la scoperta (Neutrino 1998 a Takayama, Giappone), altri quattro esperimenti presentarono ricerche di oscillazione che risultarono nulle o incomplete: l'esperimento Chooz che misurava gli anti-neutrini elettronici ({\displaystyle {\overline {\nu }}_{\textrm {e}}}) ai reattori aveva misurato un'assenza di oscillazioni. Chooz era sensibile alle oscillazioni agli stessi {\displaystyle \Delta m^{2}}di Super-Kamiokande, il suo segnale nullo dimostrava che le oscillazioni non avvenivano fra i neutrini elettronici {\displaystyle \nu _{e}} e quelli muonici {\displaystyle \nu _{\mu }}, per cui le oscillazioni di Super-Kamiokande dovevano avvenire fra neutrini muonici e quelli tauonici {\displaystyle \nu _{\tau }}, in accordo con i dati stessi di Super-Kamiokande. Gli esperimenti Chorus e Nomad al CERN erano sensibili alle oscillazioni fra {\displaystyle \nu _{\mu }}e {\displaystyle \nu _{\tau }}, ma non ai {\displaystyle \Delta m^{2}}di Super-Kamiokande (avevano un rapporto L/E completamente diverso), e riportarono un risultato nullo. L'esperimento MACRO ai Laboratori Nazionali del Gran Sasso misurava anch'esso i neutrini atmosferici, e fu in grado di riportare l'indicazione di un segnale di oscillazione, ma non al livello statistico necessario per poter proclamare una scoperta.

### Presente e futuro dei neutrini atmosferici
L'esperimento Super-Kamiokande è tuttora in presa dati, e ha continuamente migliorato l'analisi degli eventi e aumentato la statistica, raffinando la precisione di misura dei parametri atmosferici (θ23 e Δm223) oltre a indicazioni su altri parametri di oscillazione (δCP).
È in costruzione il rivelatore Hyper-Kamiokande, principalmente dedicato ai neutrini da acceleratore, che attraverso la misura dei neutrini atmosferici potrà migliorare la sensibilità delle misure di molti parametri di oscillazione (vedi esperimenti Long-Baseline di quarta generazione).

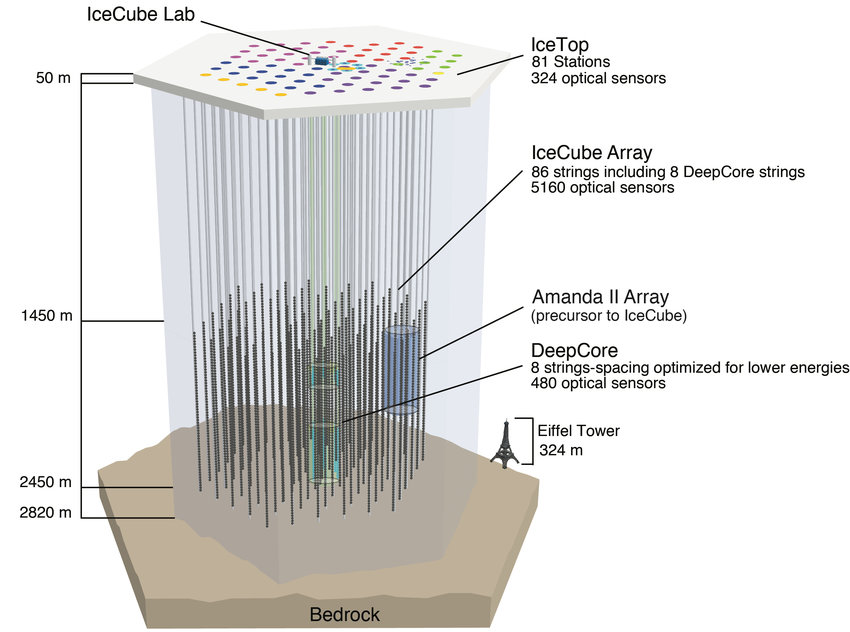
Schema di IceCube Neutrino Observatory

L'IceCube Neutrino Observatory (o semplicemente IceCube) è un telescopio di neutrini costruito nell'Amundsen–Scott South Pole Station in Antartide. Le sue migliaia di sensori (fotomoltiplicatori) sono installate sotto al ghiaccio dell'Antartide, a una profondità di 1 450 m e distribuiti su più di un chilometro cubo. I fotomoltiplicatori misurano la produzione di luce Čerenkov delle particelle cariche che attraversano attraverso il ghiaccio. IceCube è primariamente dedicato alla rivelazione di neutrini astrofisici di alta energia, ha per esempio fornito la prima osservazione multi-messenger di neutrini generati dalla fusione di stelle di neutroni, ma ha comunque fornito importanti misure di oscillazione di neutrini atmosferici. Si prevede che con ulteriori miglioramenti dell'analisi, ulteriore statistica accumulata e i futuri upgrade (IceCube è in presa dati dal dicembre 2010, sono previsti ulteriori upgrade del rivelatore: IceCube-Gen2), IceCube potrà misurare anche la gerarchia di massa dei neutrini (ovvero se {\displaystyle \nu _{3}} è più leggero o più pesante di {\displaystyle \nu _{1}} e {\displaystyle \nu _{2}}).
KM3NeT è un'infrastruttura di ricerca che ospiterà due telescopi di neutrini nel Mar Mediterraneo. ARCA (Astroparticle Research with Cosmics in the Abyss) sarà specializzato nella osservazione di neutrini astrofisici di alta energia, ed è in costruzione al largo di Capo Passero, in Sicilia, alla profondità di 3 500 m. ORCA (Oscillation Research with Cosmics in the Abyss) sarà specializzato nella misura dei neutrini atmosferici, soprattutto per la misura della gerarchia di massa. ORCA è in costruzione al largo di Tolone, Francia, alla profondità di 2 500 m. I due telescopi utilizzeranno la stessa tecnologia: la rivelazione di luce Čerenkov in acqua, attraverso l'utilizzo di fotomoltiplicatori. ORCA ha già installato il 17% dei rivelatori.
Le potenzialità di scoperta dei futuri esperimenti sulle oscillazioni di neutrini atmosferici sono quindi molto competitive.

## Le oscillazioni dei neutrini solari
Il Sole emette una grande quantità di {\displaystyle \nu _{e}}attraverso i suoi processi di fusione (il flusso misurato a terra è di circa {\displaystyle 6,5\cdot 10^{10}}neutrini/cm2/s), con energia fino a circa 15 MeV.
Un primo esperimento pioneristico, l'esperimento Homestake, condotto da Raymond Davis, aveva cominciato a misurare con metodi radio-chimici il flusso dei neutrini solari fin dalla fine degli anni '60, riportando la prima misura sperimentale dei neutrini solari. Misura premiata con il premio Nobel per la fisica del 2002, per "contributi pionieristici all'astrofisica, in particolare per la rivelazione di neutrini cosmici". Il flusso misurato da Homestake era circa un terzo del flusso previsto dai modelli solari, ma non fu mai considerato un'evidenza di oscillazione perché era appunto il confronto fra una misura sperimentale e un modello teorico.
Il risultato di Homestake fu confermato, e molto migliorato, da altri due esperimenti radio-chimici negli anni '90: Gallex/GNO ai Laboratori Nazionali del Gran Sasso e SAGE in Russia. L'esperimento Kamiokande, il progenitore di Super-Kamiokande, fu il primo esperimento in grado di misurare in tempo reale i neutrini solari (gli esperimenti radio-chimici integrano nel tempo i segnali di neutrini) e di misurarne la direzione, dimostrando che i neutrini provenivano proprio dal Sole. Il portavoce di Kamiokande, Masatoshi Koshiba, condivise con Ray Davis il Premio Nobel per la fisica nel 2002, anche per la prima rivelazione dei neutrini da supernova. I risultati di Homestake, Gallex/GNO, Sage e Kamiokande, anche combinati assieme, non furono mai considerati sufficienti per dimostrare l'oscillazione dei neutrini solari. Questo principalmente per due motivi: l'evidenza di oscillazione era comunque legata a un confronto dei dati sperimentali con modelli teorici, e comunque la misura dei parametri di oscillazione solari (θ12 e Δm212) non era univoca: varie soluzioni erano possibili nello spazio dei parametri.
Fu l'esperimento Sudbury Neutrino Observatory (SNO), un rivelatore Cherenkov composto da 1 000 tonnellate di acqua pesante ultrapura, costruito nelle miniere di Sudbury, in Canada, alla profondità di 2 092 m, ed essere in grado di proclamare la scoperta nel 2002. L'acqua pesante del rivelatore permetteva di misurare i neutrini in tre canali diversi: interazioni di corrente carica, interazioni di corrente neutra e scattering elastico; a differenza dell'acqua normale, che permette la rivelazione nel solo canale dello scattering elastico. Questo grazie al deuterio contenuto nell'acqua pesante, al posto dell'idrogeno dell'acqua. I {\displaystyle \nu _{e}} e la somma di {\displaystyle \nu _{\mu }+\nu _{\tau }} contribuiscono in modo diverso a ciascuno dei tre campioni. L'esperimento fu così in grado di determinare che la somma di {\displaystyle \nu _{e}+\nu _{\mu }+\nu _{\tau }} corrispondeva al flusso atteso di {\displaystyle \nu _{e}} senza oscillazioni, mentre i {\displaystyle \nu _{e}} da soli erano meno della metà del flusso previsto: una prova evidente che i {\displaystyle \nu _{e}} erano oscillati in {\displaystyle \nu _{\mu }} o {\displaystyle \nu _{\tau }}. La misura non dipendeva in prima approssimazione da modelli teorici, e inoltre individuava una soluzione unica per i parametri di oscillazione. Art McDonald, spokesperson della collaborazione SNO, condivise con Takaaki Kajita il Premio Nobel per la fisica del 2015.
Il risultato di SNO fu confermato pochi mesi dopo dall'esperimento Kamland, che riutilizza il rivelatore Kamiokande riempendolo di scintillatore liquido al posto di acqua. Kamland è in grado di misurare il flusso di anti-neutrini dell'elettrone prodotti dai reattori nucleari a qualche decina di chilometri di distanza. Anche Kamland misurò un forte deficit di {\displaystyle {\overline {\nu }}_{e}}, determinando i parametri di oscillazione in buon accordo con SNO. Il rivelatore Kamland è tuttora in funzione, dedicandosi a misure di decadimenti doppio beta di neutrini.
Anche Super-Kamiokande ha prodotto importanti contributi sulla misura dei neutrini solari.
Borexino infine ha studiato i neutrini solari con una soglia a bassissima energia (sub-MeV). Borexino era installato presso i Laboratori nazionali del Gran Sasso (LNGS) e consisteva in una sfera riempita da 300 tonnellate di scintillatore liquido, caratterizzato dalla più alta radio-purezza mai raggiunta fino a oggi al mondo in un rivelatore di simili dimensioni. I neutrini a bassa energia sono rivelati tramite lo scattering sugli elettroni dello scintillatore. L'energia di rinculo dell'elettrone (o del positrone) è convertita in luce di scintillazione che viene poi rivelata dai fotomoltiplicatori (PMT). Borexino è stato in grado di identificare i neutrini prodotti da quasi tutte le reazioni di fusione all'interno del Sole (catena protone-protone, ciclo CNO, berillio-7 e boro-8). Questo ha permesso di verificare lo spettro energetico dei neutrini atteso dopo le oscillazioni, ma soprattutto ha permesso di misurare in modo indipendente i processi di fusione del Sole. Questa scoperta è stata premiata con il Premio Cocconi 2021 della Divisione HEPP della Società Europea di Fisica.

## Esperimenti Long-Baseline
I neutrini possono essere creati in laboratorio a partire da un fascio accelerato di protoni interagenti su un bersaglio di grafite (si veda ad esempio la pagina del fascio di T2K). In questo modo il flusso di neutrini è ben conosciuto a priori e si possono replicare le misure dei neutrini atmosferici. Dalla formula di oscillazione, essendo il valore di {\displaystyle \Delta m^{2}} atmosferico pari a {\displaystyle \Delta m_{23}^{2}\simeq 2,5\cdot 10^{-3}\;{\text{eV}}^{2}}, risulta che neutrini di 1 GeV raggiungono il massimo di oscillazione a circa 500 km, da cui il nome di esperimenti long-baseline. Un secondo vantaggio molto importante di questo approccio sperimentale è il fatto di poter installare un rivelatore vicino al punto di produzione dei neutrini (near detector), in modo da poter misurare il flusso prima che i neutrini comincino a oscillare, questo permette di ridurre significativamente gli errori sistematici associati alla misura.

Schema della produzione di neutrini in un esperimento agli acceleratori

### Esperimenti di prima generazione
Il primo esperimento long-baseline è stato K2K (KEK to Kamioka), condotto dal 1999 al 2004. Nell'esperimento K2K, un fascio acceleratore di neutrini muonici veniva prodotto presso l'impianto KEK di Tsukuba ( Giappone ) e inviato verso il rivelatore Super-Kamiokande, situato a 250 km di distanza. I risultati dell'esperimento K2K hanno misurato al livello di confidenza del 99,9985% (4,3 σ) la scomparsa dei neutrini muonici confermando completamente la misura di Super-Kamiokande per i neutrini atmosferici.

### Esperimenti di seconda generazione
Gli esperimenti successivi a K2K si proponevano di migliorare o di completare le misure di Super-Kamiokande:
- L'esperimento MINOS ha utilizzato un fascio di neutrini (NuMI, Neutronos at Main Injector) prodotto nel laboratorio Fermilab, vicino a Chicago, negli Stati Uniti, misurando il fascio di neutrini in due rivelatori: un near detector vicino alla produzione di neutrini e un rivelatore lontano (far detector) di ferro magnetizzato, con massa di 5,4 kton, alla distanza di 735 km nella miniera Soudan nel Nord Minnesota. Minos ha preso dati dal 2005 al 2012, e ha permesso di migliorare la precisione della misura dei parametri di oscillazione atmosferici[35].
- L'esperimento OPERA è stato installato presso i Laboratori Nazionali del Gran Sasso a una distanza di 732 km dal luogo di produzione dei neutrini. Lo scopo dell'esperimento era la rivelazione diretta dei prodotti di oscillazione dei {\displaystyle \nu _{\mu }} del fascio CNGS creato presso il laboratorio europeo CERN di Ginevra, ovvero i neutrini tauonici {\displaystyle \nu _{\tau }}. L'esperimento ha preso dati dal 2008 al 2012 ed è riuscito a identificare nel campione finale dieci eventi candidati di {\displaystyle \nu _{\tau }} pari a una significatività statistica di 6,1 σ[36].

### Esperimenti di terza generazione
Le oscillazioni atmosferiche {\displaystyle (\nu _{\mu }\rightarrow \nu _{\tau })} e solari {\displaystyle (\nu _{\mu }\rightarrow \nu _{e})} avvengono con un'ampiezza pressoché massima. Questo significa che possono essere bene approssimate da una formula di oscillazione a due neutrini, ma anche che gli effetti a tre neutrini, oscillazioni νμ →νe ai valori L/E dei neutrini atmosferici, sono sub-leading, ovvero avvengono con una probabilità molto inferiore a quella degli effetti principali delle oscillazioni {\displaystyle \nu _{\mu }\rightarrow \nu _{\tau }} (dell'ordine del 5%). Questi effetti sub-leading permettono di misurare i parametri {\displaystyle \theta _{13}\;{\textrm {e}}\;\delta _{CP}}, ma richiedono esperimenti decisamente più sensibili degli esperimenti di seconda generazione per essere misurati. Un accorgimento utilizzato da questi esperimenti per ottimizzare la probabilità di oscillazione al far detector è quella di inviare il fascio off-axis rispetto alla direzione del rivelatore. In questo modo il flusso di neutrini può essere massimizzato all'energia corrispondente al picco di oscillazione alla distanza del far detector.

#### T2K
L'esperimento T2K utilizza un intenso fascio di neutrini muonici viene prodotto nei laboratori J-PARC (Japan Proton Accelerator Research Complex) a Tokai nella prefettura di Ibaraki, sulla costa orientale del Giappone. Il fascio è diretto verso il rivelatore lontano Super-Kamiokande situato a 295 chilometri di distanza nella città di Hida, prefettura di Gifu a un angolo off-axis di 2,5°. Le proprietà e la composizione del flusso di neutrini vengono prima misurate da un sistema di rivelatori vicini situati a 280 metri dal luogo di produzione del fascio, e poi di nuovo nel rivelatore lontano Super-Kamiokande. Il confronto dello spettro energetico e del numero di interazioni dei diversi sapori di neutrini in queste due posizioni consente di misurare la probabilità di oscillazione, determinandone numerosi parametri. Super-Kamiokande è in grado di rivelare le interazioni sia dei neutrini muonici sia di quelli elettronici, e quindi misurare sia la scomparsa del flusso dei neutrini muonici sia la comparsa dei neutrini elettronici nel fascio. L'esperimento ha cominciato la presa dati nel 2010, è previsto che la completi nel 2027, quando inizierà il suo successore Hyper-Kamiokande.
I maggiori risultati sperimentali finora acquisiti sono:
- La misura della comparsa di neutrini elettronici nel fascio di neutrini muonici (νμ →νe ), processo che non era mai stato rivelato in precedenza[38].
- La misura più precisa al mondo del parametro θ23[39].
- Limiti sui parametri di oscillazione di un neutrino sterile basati su studi sia nel rivelatore vicino ND280 sia in quello lontano Super-Kamiokande.
- Varie misurazioni della sezione d'urto di neutrini e antineutrini elettronici e muonici, su diversi bersagli come carbonio, acqua e ferro effettuate al rivelatore vicino.
- Il primo vincolo significativo sulla fase di oscillazione δCP, responsabile dell'asimmetria materia-antimateria nelle oscillazioni dei neutrini ottenuto confrontando i canali di oscillazione νμ →νe e {\displaystyle {\overline {\nu }}_{\mu }\rightarrow {\overline {\nu }}_{e}}[40].

#### NOvA
L'esperimento NOvA è condotto negli Stati Uniti e misura l’oscillazione dei neutrini alla distanza di 810 km tra il luogo di produzione del fascio nel Fermilab e il rivelatore lontano ad Ash River, Minnesota. Il rivelatore lontano è costituito da celle di 4 cm x 6 cm x 16 m di plastica estrusa riempite con scintillatore liquido, per una massa totale di 14 kton è posto a un angolo off-axis di 0,8° e riesce a lavorare in superficie, senza richiedere un laboratorio sotterraneo.
NOvA è in presa dati dal 2014, ha finora fornito una misurazione di δCP, che è in leggera tensione con il risultato T2K. Il punto di miglior fit di T2K si trova nella regione sfavorita da NOvA con un livello di confidenza del 90%. È in corso un'analisi congiunta dei dati di entrambi gli esperimenti per quantificare la loro coerenza e produrre una misura sperimentale più accurata. NOvA ha anche fornito misure precise di θ23 e numerose misure di sezione d'urto dei neutrini al near detector.

### Esperimenti di quarta generazione
L'ammontare della violazione di CP nei quark o nei leptoni viene misurato dall'invariante di Jarlskog: Jν=sinθ13cos2θ13sinθ12cosθ12sinθ23cosθ23 sinδCP. Per i neutrini l'invariante può assumere il valore massimo (per sinδCP=1) di {\displaystyle 3,2\cdot 10^{-2}}, tre ordini di grandezza superiore all'invariante calcolato nel caso dei quark. Una forte violazione di CP nel caso dei neutrini, come sembra indicato dalle misure di T2K, potrebbe permettere di spiegare l'asimmetria materia-antimateria nell'Universo attraverso la leptogenesi, visto che la violazione di CP nel settore dei quark è del tutto insufficiente per spiegare l'asimmetria.
Queste considerazioni, assieme al successo degli esperimenti di terza generazione, ha convinto la comunità internazionale a proporre e approvare due esperimenti molto ambiziosi: Hyper-Kamiokande in Giappone e DUNE negli Stati Uniti. Lo scopo principale di questi esperimenti è la determinazione statisticamente robusta (>5σ) della fase δCP, se questa non è nulla, la determinazione della gerarchia di massa  dei neutrini (ovvero se {\displaystyle \nu _{3}} è più leggero o più pesante di {\displaystyle \nu _{1}} e {\displaystyle \nu _{2}}), la determinazione precisa degli altri parametri di oscillazione atmosferici, la verifica dell'unitarietà della matrice di mescolamento dei neutrini. Inoltre gli enormi e sofisticati rivelatori lontani permetteranno ricerche sulla vita media del protone e misure astrofisiche quali la rivelazione dei neutrini da supernovae, i neutrini relici da supernovae, ricerca indiretta di decadimenti di materia oscura eccetera.

#### DUNE
L'esperimento Deep Underground Neutrino Experiment (DUNE) è in costruzione negli Stati Uniti, con un rivelatore vicino che verrà installato nei laboratori Fermilab e un rivelatore lontano al Sanford Underground Research Facility, a circa 1 300 chilometri di distanza. Più di 1 000 collaboratori lavorano nel progetto, che è disegnato per una presa dati di almeno 20 anni, a partire dal 2032. Il rivelatore lontano utilizza la tecnologia di camere a proiezione temporale ad argon liquido, derivata dal rivelatore ICARUS, inizialmente installato presso i Laboratori Nazionali del Gran Sasso. Il rivelatore lontano consisterà di due (fino a quattro) moduli per un volume totale di 35 (70) kton di argon liquido, installati alla profondità di 1,5 km sotto la superficie terrestre. Il fascio di neutrini, chiamato "Long-Baseline Neutrino Facility" (LBNF) sarà generato dal fascio di protoni dell'acceleratore Main Injector del Fermilab con una potenza iniziale di 1,2 MW e potrà raggiungere una potenza di 2,4 MW. Il sistema di rivelatori vicini di DUNE sarà installato a circa 600 m dal bersaglio di produzione dei neutrini. Il sistema comprende tre rivelatori: SAND verrà installato lungo la linea del fascio; mentre gli altri (NDLAr and NDGar) sono mobili e possono essere spostati off-axis rispetto alla linea di fascio, per rivelare neutrini a diverse energie. Il rivelatore SAND riutilizza il magnete e diversa strumentazione del rivelatore KLOE, inizialmente installato presso l'acceleratore DAFNE ai Laboratori Nazionali di Frascati.

#### Hyper-Kamiokande
Hyper-Kamiokande (chiamato anche Hyper-K o HK) è il successore degli esperimenti Super-Kamiokande e T2K, è progettato per cercare il decadimento dei protoni e rilevare neutrini da fonti naturali come la Terra, l'atmosfera, il Sole e il cosmo, nonché per studiare le oscillazioni dei neutrini da acceleratore.
Il fascio di neutrini sarà prodotto nel complesso di acceleratori J-PARC e misurato dall'insieme di rivelatori vicini e intermedi situati nel villaggio di Tōkai, nella prefettura di Ibaraki, sulla costa orientale del Giappone. Questa configurazione è la stessa di T2K, con l'aggiunta di un rivelatore ad acqua alla distanza di 750 m (IWCD). Il rivelatore principale, Hyper-Kamiokande , è in costruzione sotto la vetta del monte Nijuugo nella città di Hida, nella prefettura di Gifu, nelle Alpi giapponesi. HK sarà un rivelatore Cherenkov ad acqua, 5 volte più grande (258 kton d'acqua) del rivelatore SK, alla stessa distanza e angolo fuori asse di quest'ultimo. Sarà un serbatoio cilindrico di 68 metri di diametro e 71 metri di altezza, equipaggiato con circa 20 000 tubi fotomoltiplicatori (PMT) di 50 centimetri di diametro e circa 800 moduli multi-PMT (mPMT). Ogni modulo mPMT è costituito da diciannove tubi fotomoltiplicatori da 8 centimetri di diametro incapsulati in un recipiente impermeabile.
La costruzione del rivelatore HK è iniziata nel 2020 e l'inizio della raccolta dei dati è previsto per il 2027. Ci si aspetta che HK possa rivelare che la simmetria di CP sia violata nelle oscillazioni di neutrino a un livello di confidenza di 5σ, o meglio, per il 57% dei possibili valori di δCP. I neutrini da acceleratore saranno anche utilizzati per migliorare la precisione degli altri parametri di oscillazione ∆m223, θ23 e θ13, come anche permetteranno studi sulle interazioni di neutrino con la materia.

## Le oscillazioni dei neutrini da reattore

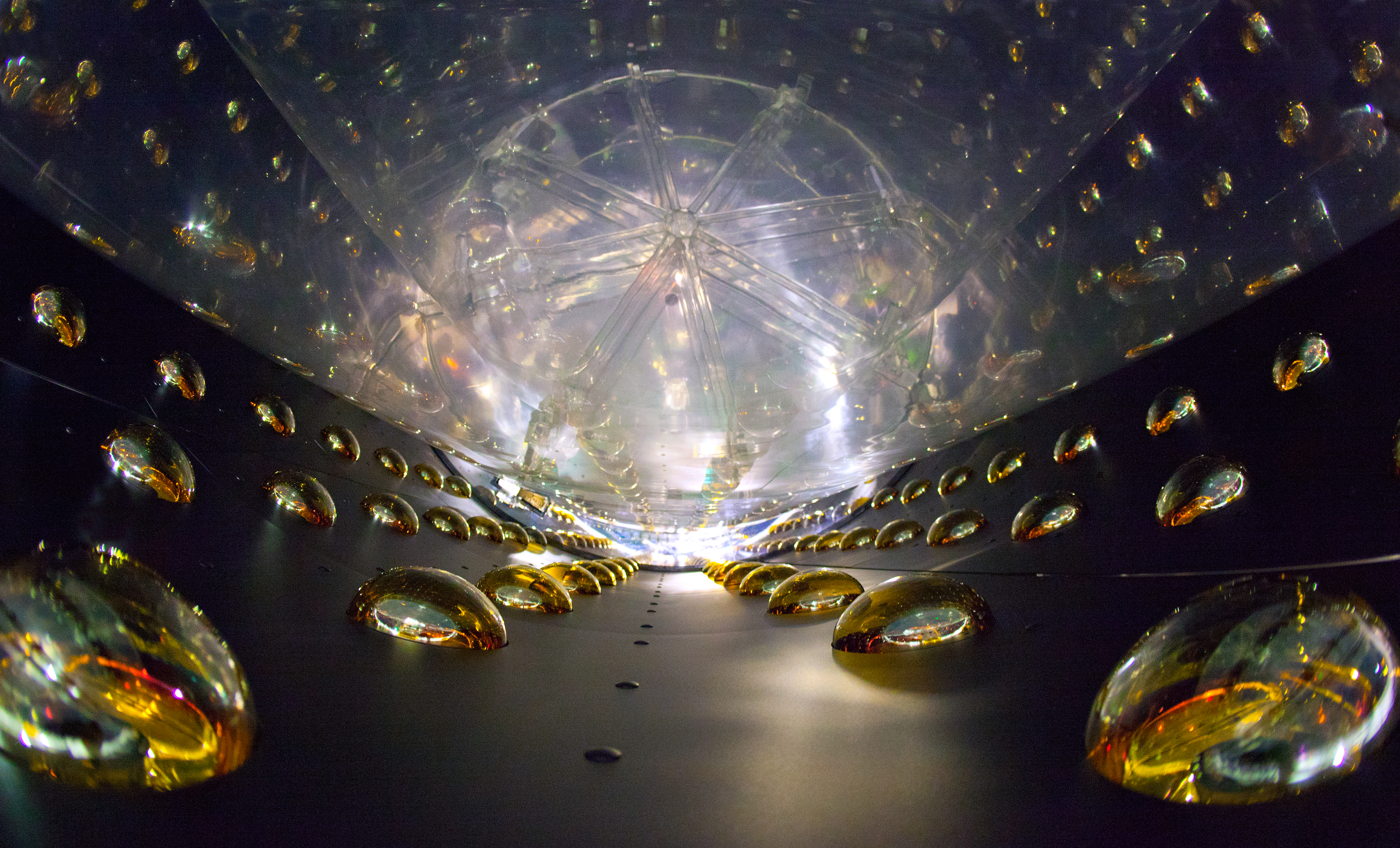
Vista interna di uno dei rivelatori dell'esperimento Daya Bay

I reattori nucleari sono una sorgente molto intensa di antineutrini dell'elettrone ( {\displaystyle {\overline {\nu }}_{e}}) con energie fino a circa 10 MeV; vengono prodotti {\displaystyle 2\cdot 10^{20}} {\displaystyle {\overline {\nu }}_{e}}/cm2/s per GW di potenza termica.
Parallelamente agli esperimenti long-baseline di terza generazione, T2K e NOvA, sono stati messi in funzione tre esperimenti ai reattori, con lo scopo di misurare il parametro {\displaystyle \theta _{13}} attraverso la scomparsa degli anti-neutrini elettronici (questo processo non permette comunque di misurare δCP). Il miglior vincolo sperimentale su {\displaystyle \theta _{13}} era stato fissato da Chooz misurando la scomparsa di {\displaystyle {\overline {\nu }}_{e}} dai reattori, e corrispondeva a {\displaystyle \theta _{13}\leq 14^{0}}. Per migliorare la sensibilità di Chooz era necessario mettere in funzione esperimenti di nuova generazione, e in particolare era necessario dotarli di un near detector, analogamente agli esperimenti long-baseline, per abbattere gli errori sistematici.
Indicazioni di valori non nulli di {\displaystyle \theta _{13}}sono state fornite nel 2011 da fit globali alle oscillazioni dei neutrini atmosferici e solari, da risultati iniziali sull'apparizione di neutrini elettronici da parte dell'esperimento T2K e dall'esperimento di neutrini su reattore Double Chooz. T2K non ha potuto subito migliorare i suoi risultati a causa del catastrofico terremoto del 2011 in Giappone, che ha causato un arresto di un anno, mentre Double Chooz non ha potuto migliorare la sua sensibilità a causa di problemi logistici con la costruzione del suo rivelatore vicino.
Le prime osservazioni di valori non nulli di {\displaystyle \theta _{13}}sono state riportate nel 2012 dagli esperimenti sui neutrini dei reattori Daya Bay e RENO, che hanno rilevato la scomparsa di {\displaystyle {\overline {\nu }}_{e}} con una significatività di 5,2 e 4,9 deviazioni standard, rispettivamente. Daya Bay e RENO sono stati premiati per questa scoperta con l'EPS-High Energy Physics Prize nel 2023. L'esperimento Daya Bay, con sede in Cina, consisteva in otto rivelatori di antineutrini identici, ciascuno contenente 20 tonnellate di scintillatore liquido dopato con Gadolinio. Quattro di essi fungevano da rivelatori vicini a circa 360 m dalle centrali nucleari di Daya Bay e Ling Ao, che hanno una potenza nucleare totale complessiva di 17,4 GW, mentre quattro rivelatori erano situati a 1,8 km dai reattori. Daya Bay era stato progettato per ottenere il più basso livello possibile di errori sistematici (fino allo 0,2%) . L'esperimento RENO si trovava in Corea del Sud e consisteva in due rivelatori identici, contenenti 16,5 tonnellate di scintillatore liquido dopato con gadolinio, collocati a 294 m e a 1 383 m dalla centrale nucleare di Yoinggwang (ora Hanbit), che eroga 16,4 GW di energia nucleare. Double Chooz, in Francia, era composto da due rivelatori da 10 tonnellate di scintillatore liquido dopato con gadolinio, situati a 400 m (installato nel 2015) e 1 050 m dalla centrale nucleare Chooz, composta da due reattori da 1,5GW.

### L'esperimento JUNO
Il Jiangmen Underground Neutrino Observatory (JUNO) è progettato per determinare la gerarchia di massa dei neutrini e misurare con precisione i parametri di oscillazione, rivelando gli anti-neutrini dei reattori nucleari delle centrali di Yangjiang e Taishan in Cina. Sarà inoltre in grado di osservare i neutrini delle supernove, i neutrini atmosferici, solari e i geo-neutrini. Juno consiste in un rivelatore a scintillatore liquido da 20 000 tonnellate (il più grande rivelatore a scintillatore liquido precedente era Kamland con 1 000 tonnellate) con una risoluzione energetica del 3% (a 1 MeV) installato a 700 metri di profondità. La configurazione di JUNO è particolare, avendo una baseline (lunghezza di oscillazione) di 53 km, che gli consente di misurare simultaneamente oscillazioni solari, regolate da Δm212, e atmosferiche, regolate da Δm223 e Δm213. Solo in queste condizioni la gerarchia di massa si manifesta con piccoli effetti sulla probabilità di scomparsa dei {\displaystyle {\overline {\nu }}_{\textrm {e}}}dei reattori. L'inizio della presa dati dell'esperimento è previsto per il 2025.

## Teoria
Secondo il modello standard, i neutrini sono creati, a seguito di interazioni deboli, con un sapore ben definito: sono cioè in un autostato del sapore. Nel caso più generale un neutrino non è prodotto con massa definita, ma si trova piuttosto in una sovrapposizione di autostati della massa. In altri termini, un autostato del sapore non è anche un autostato della massa. In tal caso, durante la propagazione del neutrino nello spazio, le fasi della funzione d'onda corrispondenti a ciascuno degli autostati della massa avanzano in modi leggermente diversi. Ciò provoca una diversa sovrapposizione di stati della massa, quindi una diversa sovrapposizione di stati del sapore. Ad esempio, il sapore di un neutrino inizialmente elettronico diventa una sovrapposizione dei tre sapori e durante la sua propagazione si potrà osservare periodicamente in uno stato di sapore diverso da quello originario.

### La matrice Pontecorvo–Maki–Nakagawa–Sakata
La proposta di Pontecorvo del 1957 sulle oscillazioni di neutrino fu sviluppata da Maki, Nakagawa e Sakata nel 1962, e ulteriormente elaborata dallo stesso Pontecorvo nel 1967.
L'operatore unitario che collega gli autostati di sapore e massa si può scrivere come
{\displaystyle \left|\nu _{\alpha }\right\rangle =\sum _{i}U_{\alpha i}^{*}\left|\nu _{i}\right\rangle \,}
{\displaystyle \left|\nu _{i}\right\rangle =\sum _{\alpha }U_{\alpha i}\left|\nu _{\alpha }\right\rangle },
dove
- {\displaystyle \left|\nu _{\alpha }\right\rangle } rappresenta un neutrino con sapore definito. α = e (elettrone), μ (muone) o τ (tauone).
- {\displaystyle \left|\nu _{i}\right\rangle } rappresenta un neutrino con massa definita. {\displaystyle m_{i}}, {\displaystyle i=} 1, 2, 3.
- L'asterisco ({\displaystyle {}^{*}}) rappresenta il complesso coniugato.

{\displaystyle U_{\alpha i}} è la matrice Pontecorvo–Maki–Nakagawa–Sakata o PMNS, analoga alla matrice CKM che descrive il cambiamento di sapore dei quark. Se la matrice PMNS fosse uguale alla matrice identità, gli autostati del sapore sarebbero anche autostati della massa. L'osservazione delle oscillazioni di neutrino indica che questo non è il caso.
Nel modello standard la matrice PMNS è una matrice 3×3 che descrive il cambiamento di sapore dei neutrini. La relazione tra campi quantizzati può essere rappresentata come:
{\displaystyle {\begin{bmatrix}{\nu _{e}}\\{\nu _{\mu }}\\{\nu _{\tau }}\end{bmatrix}}={\begin{bmatrix}U_{e1}&U_{e2}&U_{e3}\\U_{\mu 1}&U_{\mu 2}&U_{\mu 3}\\U_{\tau 1}&U_{\tau 2}&U_{\tau 3}\end{bmatrix}}{\begin{bmatrix}\nu _{1}\\\nu _{2}\\\nu _{3}\end{bmatrix}}}
{\displaystyle U_{\rm {PMNS}}={\begin{bmatrix}U_{e1}&U_{e2}&U_{e3}\\U_{\mu 1}&U_{\mu 2}&U_{\mu 3}\\U_{\tau 1}&U_{\tau 2}&U_{\tau 3}\end{bmatrix}}}

la cui parametrizzazione più comune è:

{\displaystyle U_{\rm {PMNS}}={\begin{bmatrix}c_{12}c_{13}&s_{12}c_{13}&s_{13}e^{-i\delta }\\-s_{12}c_{23}-c_{12}s_{23}s_{13}e^{i\delta }&c_{12}c_{23}-s_{12}s_{23}s_{13}e^{i\delta }&s_{23}c_{13}\\s_{12}s_{23}-c_{12}c_{23}s_{13}e^{i\delta }&-c_{12}s_{23}-s_{12}c_{23}s_{13}e^{i\delta }&c_{23}c_{13}\end{bmatrix}}}
dove cij = cosθij e sij = sinθij.
Tenendo conto dei valori misurati degli angoli di mescolamento θ12 e θ23, la matrice di mescolamento si può riscrivere in modo più conveniente come:
{\displaystyle U_{\rm {PMNS}}={\begin{bmatrix}1&0&0\\0&c_{23}&s_{23}\\0&-s_{23}&c_{23}\end{bmatrix}}{\begin{bmatrix}c_{13}&0&s_{13}e^{-i\delta }\\0&1&0\\-s_{13}e^{i\delta }&0&c_{13}\end{bmatrix}}{\begin{bmatrix}c_{12}&s_{12}&0\\-s_{12}&c_{12}&0\\0&0&1\end{bmatrix}}}
dove il primo termine è il termine principale delle oscillazioni atmosferiche, il terzo è il termine principale delle oscillazioni solari, il termine centrale contiene i termini sub-leading delle oscillazioni a 3 neutrini e la fase di CP δ. Se δ, o un qualsiasi angolo di mescolamento, è uguale a zero, le oscillazioni di neutrino non possono violare CP.
Se i neutrino sono particelle di Majorana — cioè se un neutrino è identico al proprio antineutrino (a meno di una fase), alla matrice di mescolamento si aggiunge una quarta matrice con due fasi di CP, α1 e α2. A oggi non è ancora sperimentalmente deciso se i neutrini sono particelle di Dirac, come tutti gli altri fermioni del modello standard, o di Majorana.
{\displaystyle U_{\rm {PMNS}}={\begin{bmatrix}1&0&0\\0&c_{23}&s_{23}\\0&-s_{23}&c_{23}\end{bmatrix}}{\begin{bmatrix}c_{13}&0&s_{13}e^{-i\delta }\\0&1&0\\-s_{13}e^{i\delta }&0&c_{13}\end{bmatrix}}{\begin{bmatrix}c_{12}&s_{12}&0\\-s_{12}&c_{12}&0\\0&0&1\end{bmatrix}}{\begin{bmatrix}e^{i\alpha _{1}/2}&0&0\\0&e^{i\alpha _{2}/2}&0\\0&0&1\end{bmatrix}}}

### Propagazione nel vuoto
Poiché {\displaystyle \left|\nu _{i}\right\rangle } sono autostati della massa, la loro propagazione si può descrivere in termini di onde piane nella forma:
{\displaystyle |\nu _{i}(t)\rangle =e^{-i(E_{i}t-{\vec {p}}_{i}\cdot {\vec {x}})}|\nu _{i}(0)\rangle ,}
dove
- le grandezze fisiche sono espresse in unità naturali {\displaystyle (c=1,\hbar =1)}
- {\displaystyle E_{i}} è l'energia dell'autostato della massa {\displaystyle i},
- {\displaystyle t} è il tempo dall'inizio della propagazione
- {\displaystyle {\vec {p}}_{i}} è l'impulso,
- {\displaystyle {\vec {x}}} è la posizione della particella

Nel limite ultrarelativistico, {\displaystyle |{\vec {p}}_{i}|=p_{i}\gg m_{i}}, l'energia si può approssimare come
{\displaystyle E_{i}={\sqrt {p_{i}^{2}+m_{i}^{2}}}\simeq p_{i}+{\frac {m_{i}^{2}}{2p_{i}}}\approx E+{\frac {m_{i}^{2}}{2E}},}
dove E è l'energia totale della particella. Questo limite è generalmente valido per i neutrini studiati nelle oscillazioni, poiché le masse sono minori di 1 eV e le energie maggiori di 1 MeV, e il fattore di Lorentz γ è maggiore di 106 in ogni caso. Scrivendo t ≈ L, dove L è la distanza percorsa, ed eliminando i fattori di fase, la funzione d'onda diventa:
{\displaystyle |\nu _{i}(L)\rangle =e^{-im_{i}^{2}L/2E}|\nu _{i}(0)\rangle .}
Autostati con diverse masse viaggiano a velocità di fase diverse. Diventa così possibile che il neutrino cambi sapore durante la propagazione: la probabilità che un neutrino con sapore iniziale α sia osservato con sapore β è
{\displaystyle P_{\alpha \rightarrow \beta }=\left|\left\langle \nu _{\beta }|\nu _{\alpha }(t)\right\rangle \right|^{2}=\left|\sum _{i}U_{\alpha i}^{*}U_{\beta i}e^{-im_{i}^{2}L/2E}\right|^{2}.}
o meglio
{\displaystyle {\begin{matrix}P_{\alpha \rightarrow \beta }=\delta _{\alpha \beta }&-&4\displaystyle \sum _{i>j}\operatorname {Re} (U_{\alpha i}^{*}U_{\beta i}U_{\alpha j}U_{\beta j}^{*})\sin ^{2}{\!\left({\frac {\Delta m_{ij}^{2}L}{4E}}\right)}\\&+&\displaystyle 2\sum _{i>j}{\rm {Im}}(U_{\alpha i}^{*}U_{\beta i}U_{\alpha j}U_{\beta j}^{*})\sin {\!\left({\frac {\Delta m_{ij}^{2}L}{2E}}\right)},\end{matrix}}}
dove {\displaystyle \Delta m_{ij}^{2}\ \equiv m_{i}^{2}-m_{j}^{2}}. La fase responsabile delle oscillazioni si può scrivere (esplicitando c e {\displaystyle \hbar })
{\displaystyle {\frac {\Delta m^{2}\,c^{3}\,L}{4\hbar E}}={\frac {{\rm {[GeV]}}\,{\rm {[fm]}}}{4\hbar c}}\times {\frac {\Delta m^{2}}{{\rm {[eV]}}^{2}}}{\frac {L}{\rm {[km]}}}{\frac {\rm {[GeV]}}{E}}\approx 1,267\times {\frac {\Delta m^{2}}{{\rm {[eV]}}^{2}}}{\frac {L}{\rm {[km]}}}{\frac {\rm {[GeV]}}{E}},}
dove 1,267 è un numero puro.
Queste formule si applicano per la propagazioni di neutrini nel vuoto. Se le oscillazioni avvengono nella materia, i neutrini risentono dei potenziali di interazione debole con la materia, e le formule di oscillazione vengono modificate per questi effetti di materia (effetto Micheev, Smirnov, Wolfenstein)

### Il caso a due neutrini
Supponendo che siano coinvolti solo due sapori nell'oscillazione, la matrice di mescolamento è
{\displaystyle U={\begin{pmatrix}\cos \theta &\sin \theta \\-\sin \theta &\cos \theta \end{pmatrix}}.}
e la probabilità di transizione da un sapore all'altro è data da
{\displaystyle P_{\alpha \rightarrow \beta ,\alpha \neq \beta }=\sin ^{2}(2\theta )\,\sin ^{2}\left(1.267{\frac {\Delta m^{2}L}{E}}{\frac {\rm {[GeV]}}{\rm {[eV]^{2}\,{\rm {[km]}}}}}\right).}
Questa formula approssima al primo ordine le oscillazioni dei neutrini atmosferici νμ ↔ ντ, e solari, νe ↔ νx, dove νx è una sovrapposizione di νμ e ντ perché le ampiezze di queste oscillazioni (regolate da θ23 e θ12 rispettivamente) sono prossime al valore massimo.

### Le origini della massa del neutrino
L'origine della massa del neutrino non ha ancora trovato una spiegazione definitiva. Nel modello standard, i fermioni hanno massa perché interagiscono con il campo di Higgs. Queste interazioni coinvolgono le versioni destrogire e levogire del fermione; i neutrini, però, esistono solo nella forma levogira.
Per questo motivo se i neutrini fossero descritti da spinori a 4 componenti, come tutti gli altri fermioni del modello standard, occorrerebbe aggiungere al modello dei neutrini destrogiri, finora non osservati. I neutrini, in quanto elettricamente neutri, potrebbero invece essere descritti da spinori a due componenti: neutrini di Majorana, e coinciderebbero (a meno di una fase) con le proprie antiparticelle. In queste condizioni il termine di massa richiederebbe la presenza di neutrini e antineutrini, ma sarebbe necessario introdurre nuove particelle di Higgs e dei meccanismi che possano portare alla violazione del numero leptonico di due unità, e quindi sarebbe comunque richiesta l'introduzione di nuova fisica nel modello.
Anche ammettendo che i neutrini siano particelle di Majorana, rimarrebbe comunque da spiegare perché le loro masse siano molto più piccole rispetto alle altre particelle conosciute (da 10-6 a 10-9 almeno, a secondo della generazione). Una possibile soluzione potrebbe venire dal cosiddetto modello seesaw che prevede l'esistenza di neutrini destrogiri con masse di Majorana molto grandi, i quali sarebbero associati a neutrini levogiri con massa molto piccola.